# Тополь корейский
То́поль коре́йский (лат. Populus koreana) — деревянистое растение, вид рода Тополь (Populus) семейства Ивовых (Salicaceae).

## Ботаническое описание
Дерево высотой до 30—35 м  и до шириной до  1,9 м в диаметре ствола с тёмно-серой толстой с глубокими трещинами корой. Побеги цилиндрической формы, практически тёмного цвета, ароматные, липкие.  
Листья побегов с черешками, длина 4—15 мм, форма от продолговатой до овально-эллиптической; с верхней части такие листья зеленоватого цвета, с сетью вдавленных жилок, с нижней стороны — беловатого цвета, с обеих сторон лишены опушения; конец листьев острый. Листья коротких ветвей скученные к концам, с краснеющими черешками длиной 1—3,5 см; такие листья гладкие или немного волосистые, круглой или обратно-овально-продолговатой формы, длина 4—12 см, ширина 2,4—8,8 см. На верхней части листа находится сеть врезанных жилок матово-зелёного цвета. Концы листьев острые или с коротким носиком, края слегка пильчатые либо цельные. Главные жилки расположены ниже середины листа, довольно часто красного цвета. 
Пыльниковые серёжки повислые, длина около 3,5 см. Чашечки округлые или почковидные, бахромчато-надрезанные, длина 3—4 мм. Тычинок 10—30. Пыльники чёрно-пурпурного цвета, длина до 1 мм. Пестичные серёжки достигают в длину 3—5 см, гладкие, цветки сидячие. Завязь зелёная, округлая, с 2—4 рыльцами. Коробочка трёх- или четырёхстворчатая. Цветение происходит с апреля по май одновременно с распусканием листьев. Плодоношение начинается к середине июня.

## Распространение и экология
Распространён на Дальнем Востоке, в Китае (провинции Хэбэй, Хэйлунцзян, Гирин, Ляонин и автономной районе Внутренняя Монголия) и Корее. В Приморском крае при подъеме в горы сменяется тополем Максимовича, с которым в полосе контакта растёт часто вместе (Уссурийский заповедник, бассейны рек Майхе, Цимухе, Кангауза, Сучана). 
Тополь корейский — морозостойкое растение. Произрастает возле водоёмов и на склонах. Светолюбив, требует много солнечного цвета. Декоративное растение, используется в целебных целях.

## Значение и применение
Подрост и молодые побеги поедаются крупным рогатым скотом, особенно на бедных кормами местах.

## Таксономия
Populus koreana Rehder Journal of the Arnold Arboretum 3(4): 226–227. 1922. 
Вид описал американский ботаник немецкого происхождения Альфред Редер. Описание впервые опубликовано в журнале, издаваемом ботаническим научно-исследовательским институтом Арнольд-арборетум при Гарвардском университете.